# Antoni August Ledóchowski
Antoni August Ledóchowski, właśc. Antoni August Halka-Ledóchowski herbu Szaława (ur. 3 sierpnia 1823 w Warszawie, zm. 21 lutego 1885 w Krakowie) – rotmistrz huzarów austriackich i szambelan cesarski. Syn generała Wojska Polskiego Ignacego Ledóchowskiego. Brat stryjeczny kardynała i prymasa Polski Mieczysława Halki-Ledóchowskiego. 
Dwukrotnie żonaty:
1. Maria von Seilern und Aspang (1830–1861);
2. Józefina Salis-Zizers (1831–1909), z pochodzenia Szwajcarka.

Spośród jego dziesięciorga dzieci stan duchowny wybrała czwórka z drugiego małżeństwa:
- Julia, późniejsza święta Urszula Ledóchowska
- Maria Teresa, późniejsza błogosławiona Maria Ledóchowska
- Ernestyna – zakonnica;
- Włodzimierz, późniejszy 26. Przełożony Generalny Towarzystwa Jezusowego.

Natomiast syn, Ignacy Kazimierz Ledóchowski, został wojskowym, dosługując się stopnia generała dywizji w Wojsku Polskim.